# Brigitte Hujer
Brigitte Hujer (* 8. Juni 1942; † 25. November 1998) war eine deutsche Filmeditorin aus Berlin.
Brigitte Hujer wirkte ab den 1970er Jahren beim Fernsehen der DDR. Nach der Wiedervereinigung war sie Editorin für gesamtdeutsche Produktionen.

## Filmografie (Auswahl)
- 1976: Die Lindstedts (Fernsehserie, 7 Folgen)
- 1977: Polizeiruf 110 – Vermißt wird Peter Schnok
- 1978: Ein Zimmer mit Ausblick (Fernsehserie, 8 Folgen)
- 1980: Beenschäfer
- 1982: Berlin, hier bin ich
- 1982: Das Graupenschloß
- 1985: Vaters Frau
- 1986: Rund um die Uhr (Fernsehserie, 7 Folgen)
- 1988: Bereitschaft Dr. Federau (Fernsehserie, 7 Folgen)
- 1988: Polizeiruf 110 – Ihr faßt mich nie!
- 1990: Polizeiruf 110 – Allianz für Knete
- 1991: Polizeiruf 110 – Big Band Time
- 1991: Polizeiruf 110 – Ein verhängnisvoller Verdacht
- 1991: Polizeiruf 110 – Mit dem Anruf kommt der Tod
- 1994: Polizeiruf 110 – Arme Schweine
- 1996: Alarm für Cobra 11 – Die Autobahnpolizei (Fernsehserie, 3 Folgen)
- 1996: Polizeiruf 110 – Der schlanke Tod
- 1996: Tatort: Wer nicht schweigt, muß sterben
- 1997: Polizeiruf 110 – Die falsche Sonja